# Yarraman
Pour les articles homonymes, voir Clifton.
Yarraman (845 habitants) est un village du sud-est du Queensland, en Australie à 181 km au nord-ouest de Brisbane à l'intersection de la New England Highway et de la d'Aguilar Highway.